# گردنه آوج
گردنهٔ آوج یکی از مهم‌ترین گردنه‌های سلسله جبال خرقان در محور قزوین-همدان است که ارتفاع آن به ۳۰۱۳ متر از سطح دریا می‌رسد.